# Cornucopia

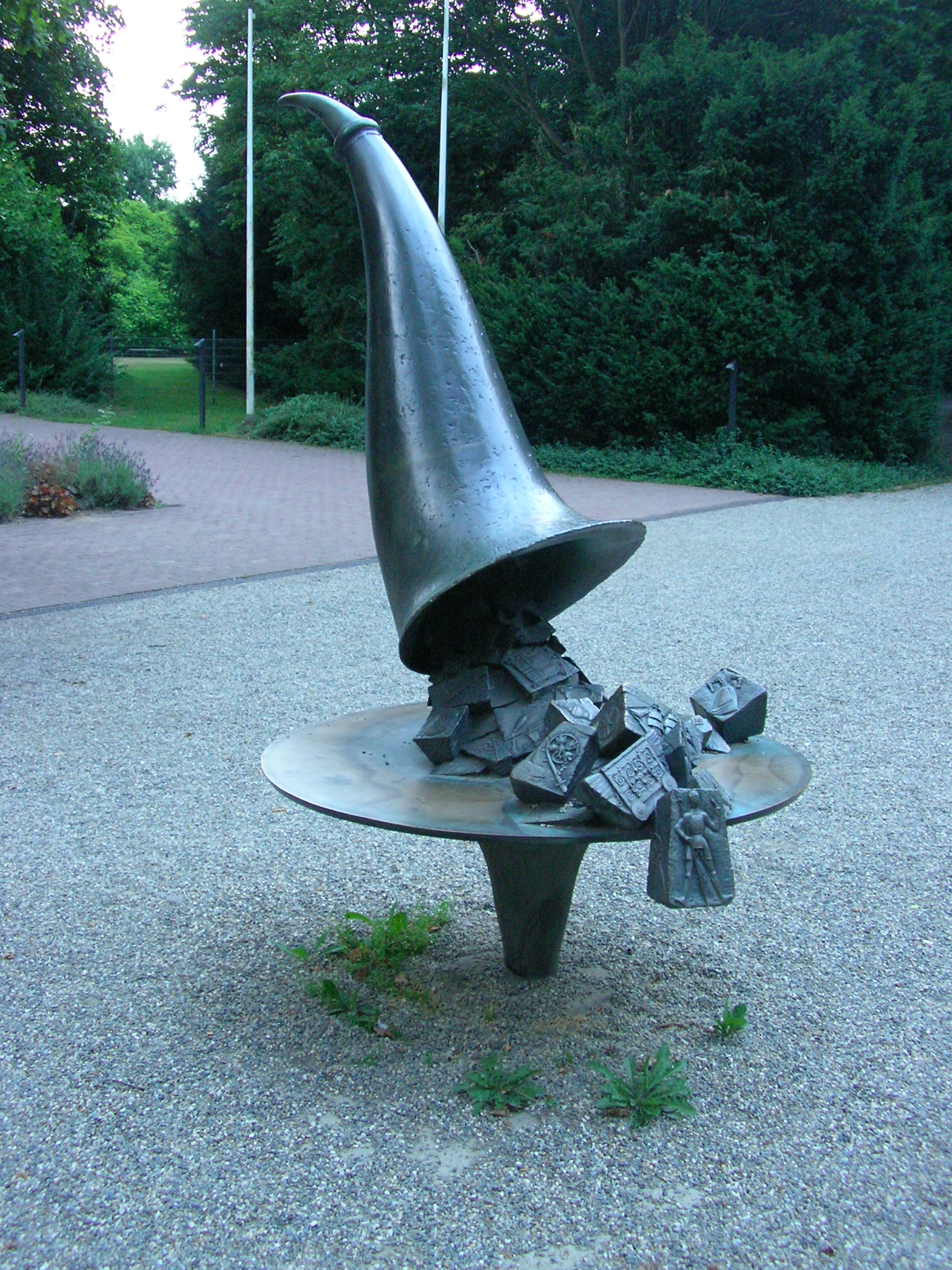
Representación de una cornucopia.

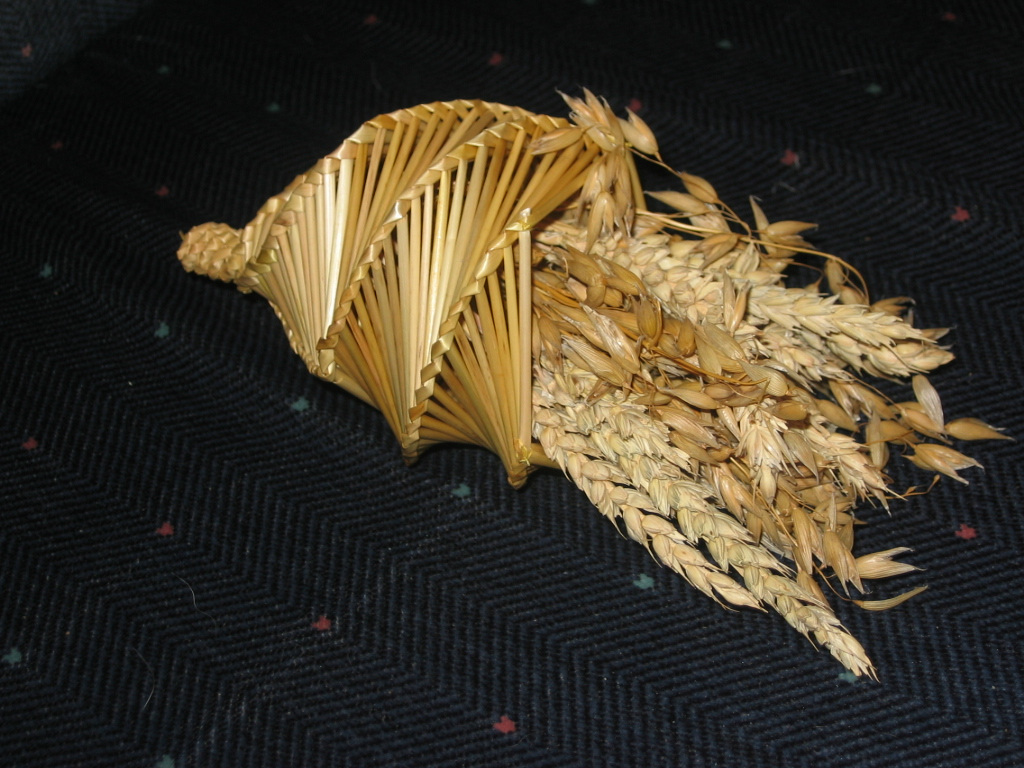
Cornucopia o cuerno de la abundancia confeccionado como una figura de paja.

La cornucopia (del latín cornu, «cuerno», y copĭa, «abundancia»), también conocida como cuerno de la abundancia (en latín, cornu copĭae), es un símbolo de prosperidad y afluencia que data del siglo V a. C.
En la mitología griega, la cabra Amaltea crio con su leche a Zeus. De niño, mientras jugaba con uno de sus rayos, Zeus rompió sin querer uno de los cuernos de la cabra. Para compensar a Amaltea, al cuerno roto le confirió poder para que, a quien lo poseyera, se le concediese todo lo que deseara. De ahí surgió la leyenda de la cornucopia. No obstante, hay una variante de este posible origen de la cornucopia, ya que en el mito de Heracles se cuenta cómo este luchó contra el dios-río Aqueloo por la mano de Deyanira. Además de vencerlo, rompió uno de sus cuernos, pues el dios-río tenía la capacidad de la metamorfosis y se había convertido en toro. Aqueloo se rindió pero le pidió a Heracles que le devolviese su cuerno y a cambio le daría uno de la cabra Amaltea, del cual no dejaban de brotar flores y frutos. Otras versiones del mito explican que Heracles se quedó con el cuerno del dios-río y que posteriormente las náyades lo recogieron y lo llenaron con todo tipo de vegetales y flores. Las representaciones originales eran del cuerno de la cabra lleno de frutas y flores. A varias deidades, especialmente a Fortuna, se les representaba con el cuerno de la abundancia.
Imágenes más modernas, como las usadas en los murales del Día de Acción de Gracias, muestran una cesta de mimbre con forma de cuerno llena de frutas y verduras (véase la imagen adjunta).

## La cornucopia como atributo
La cornucopia ha sido siempre un elemento recurrente a la hora de emplearla como atributo de diferentes alegorías y deidades: la Fortuna, la Abundancia, la Ocasión, la Liberalidad, la Prudencia o la Alegría.

### La Fortuna
Además de ser la diosa romana encargada del destino, la alegoría de la Fortuna tiene la forma de una mujer sentada sobre un trono y que está apoyada en una rueda que simboliza la inestabilidad. Inmediatamente se puede distinguir muy bien el cuerno de la abundancia del que se pueden derramar riquezas de todo tipo, mostrando una cierta vanidad. Sin embargo, las representaciones varían, pudiendo aparecer desnuda o vestida, con alas, apoyada sobre una esfera para hacer énfasis en ese carácter inestable o incluso ciega.

### La Abundancia
La Abundancia es una diosa alegórica que se presenta como una joven ninfa coronada por flores. En una mano tiene un haz de espigas y en la otra, el cuerno de Amaltea. Su figura y sus atributos serán tomados por la nobleza y aristocracia como muestra de sus riquezas materiales.

### La Ocasión
La Ocasión se representa como una mujer joven, desnuda, en una postura un tanto inestable, puesto que se halla sobre una rueda apoyada sobre un pie mientras el otro está en el aire. Puede mostrar calvicie en la parte trasera de la cabeza o bien con su largo cabello al viento, como muestra de la fugacidad del tiempo. En las manos sostiene una navaja y un velo.

### La Liberalidad
Cesare Ripa explica que adopta la forma de una mujer con los ojos hundidos, de frente angulosa y cuadrada, la nariz aguileña, vestida de blanco, con un águila en la cabeza, un compás y un cuerno de la abundancia del que caen numerosos objetos valiosos en la mano derecha y otra con frutas y flores en la mano izquierda.

### La Prudencia
Como divinidad en la antigüedad clásica, se representaba con dos rostros porque así se simbolizaba su conocimiento del pasado y del futuro. Como alegoría puede aparecer desnuda o vestida, sobre un pedestal, con un espejo y con una serpiente como muestra de los constantes peligros que acechan al ser humano.

### La Alegría
La Alegría puede ser representada como una mujer acompañada de un cuerno de la abundancia y con una actitud feliz. A veces la suelen acompañar niños, y normalmente uno alza una hoja de palma.

## Heráldica
En otras representaciones modernas, la cornucopia es básicamente un cono curvo, hueco y sin fondo, típicamente relleno con diversos tipos de frutas. Se usa en el escudo de Colombia, donde aparecen dos cornucopias, una atiborrada de frutos y flores exóticas del país y otra llena de monedas de oro. También aparece una cornucopia derramando monedas de oro en el escudo de Panamá y en el del Perú. En el Escudo de Querétaro, México, también se pueden apreciar dos pequeños cuernos de la abundancia derramando monedas de oro en la parte inferior del mismo. En el escudo de Mendoza, Argentina, aparece derramando frutos. Se observan dos cuernos de la abundancia en el escudo de Honduras, que simbolizan la flora del país. En la parte superior del escudo de Venezuela pueden verse dos cornucopias cruzadas.

Escudo de Colombia
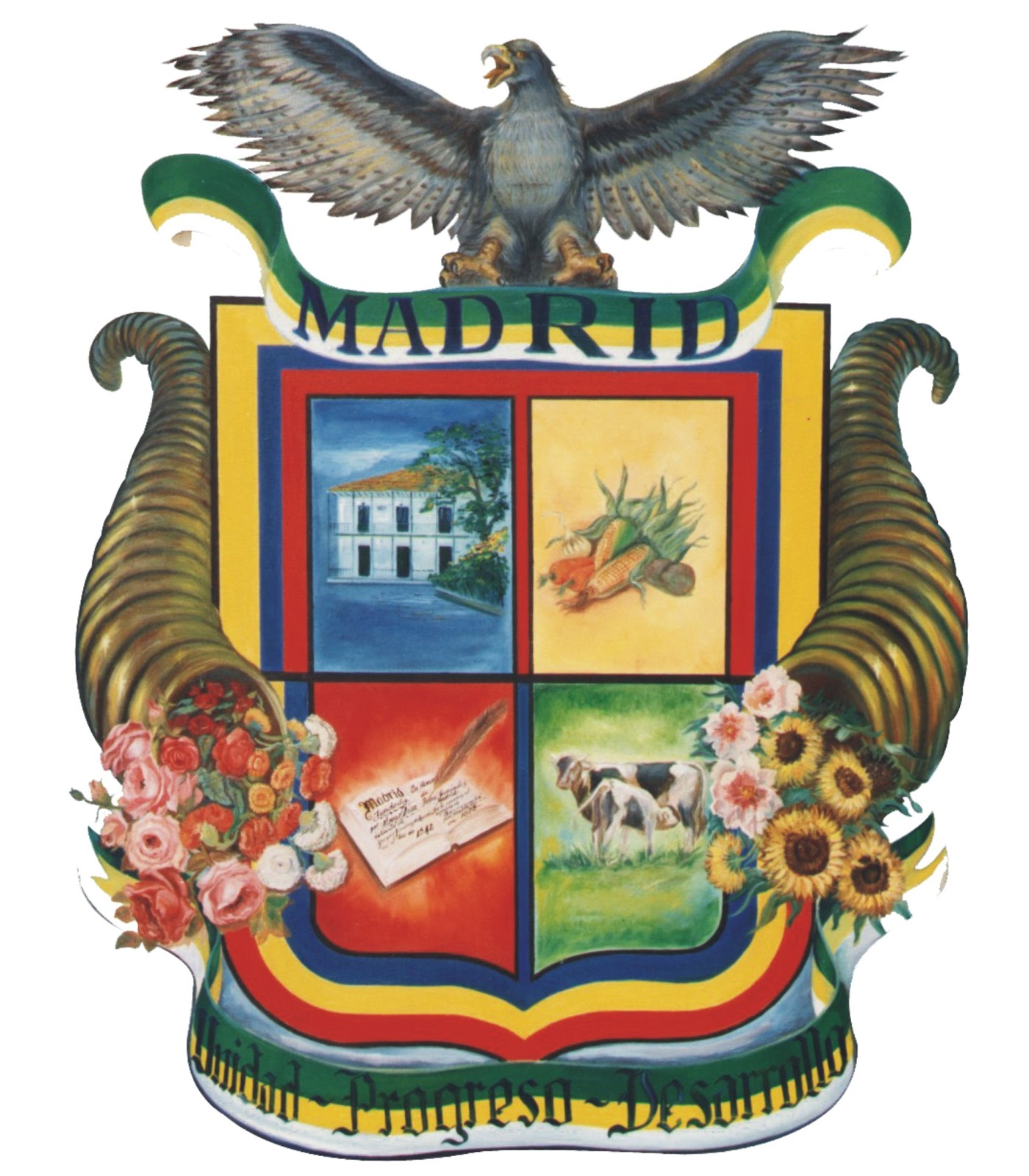
Escudo del municipio de Madrid (Colombia)
Escudo de Honduras
Escudo de Panamá
Escudo del Perú
Escudo de Venezuela
Escudo de Querétaro (Estado de Querétaro, México)
Escudo de Copiapó (Chile)
Escudo de Mendoza (Argentina)

## Literatura
La cornucopia es conocida también en las novelas escritas por la autora estadounidense Suzanne Collins, Los juegos del hambre. La cornucopia es dorada, en su interior hay gran cantidad de armas, listas para el combate. Entrar a la cornucopia significa una muerte segura; otros, en cambio, ven la victoria en ella.
En la novela Los viajes de Tuf del escritor George R. R. Martin, la nave mercante que utiliza el protagonista lleva por nombre «Cornucopia de Mercancías Excelentes a Bajos Precios».